# Camponotus pennsylvanicus

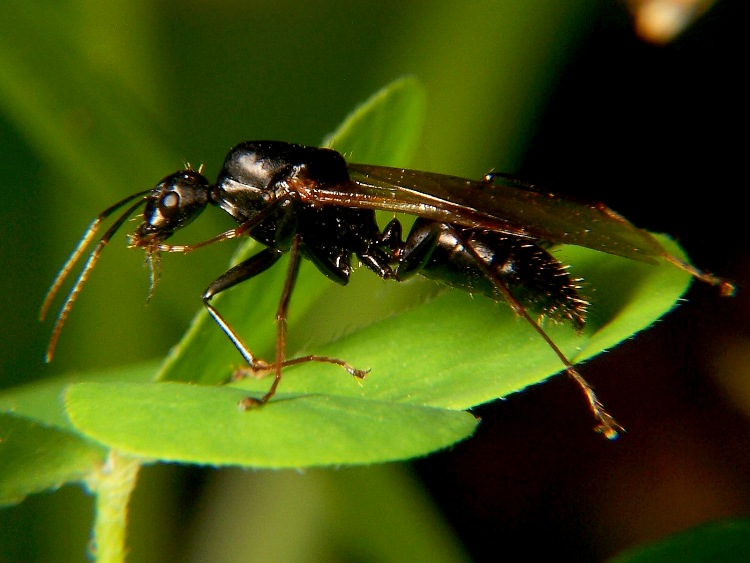
Крылатый самец

Camponotus pennsylvanicus (лат.) — вид муравьёв подсемейства формицины (Formicinae, Camponotini). Северная Америка.

## Распространение
Неарктика: Канада и США.

## Описание
Длина 7,5—15 мм, тело чёрного цвета. Стебелёк между грудкой и брюшком состоит из одного членика (петиоль). Муравейники строят в древесине, постепенно разрушая её, чем приносят существенный вред древесным постройкам в США. Всеядные, также поедают многих насекомых, включая тлей, также используют их падь (находятся в отношении трофобиоза с этими и некоторыми другими равнокрылыми).
В муравейниках обитает множество мирмекофилов, например личинки мух-журчалок Microdon cothurnatus и Microdon tristis, которые питаются яйцами и личинками самих муравьёв.

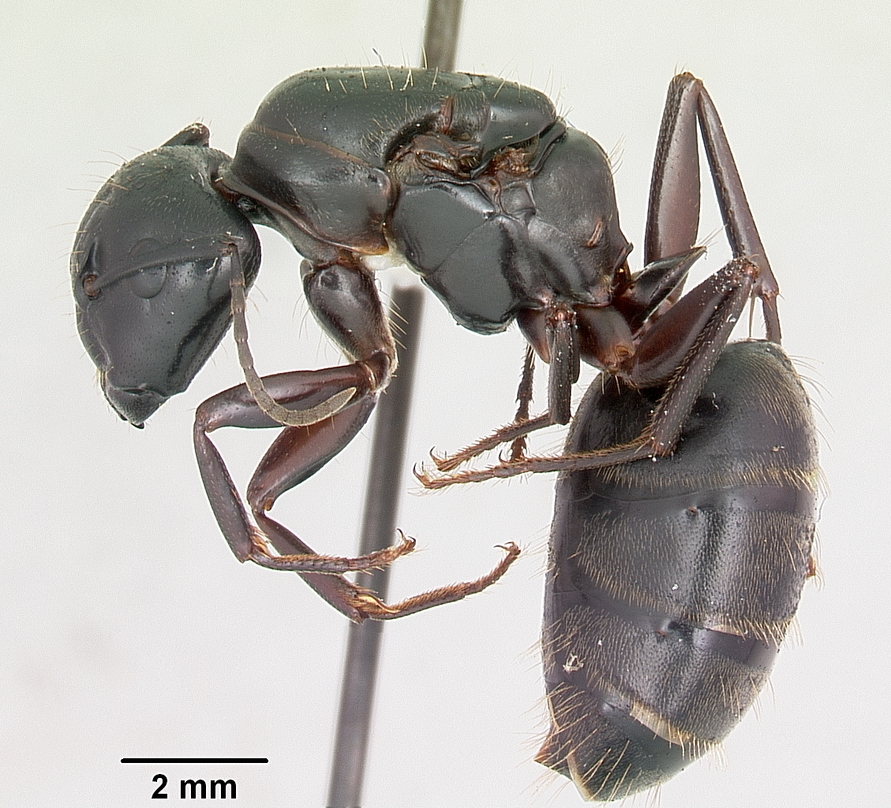
Самка сбоку
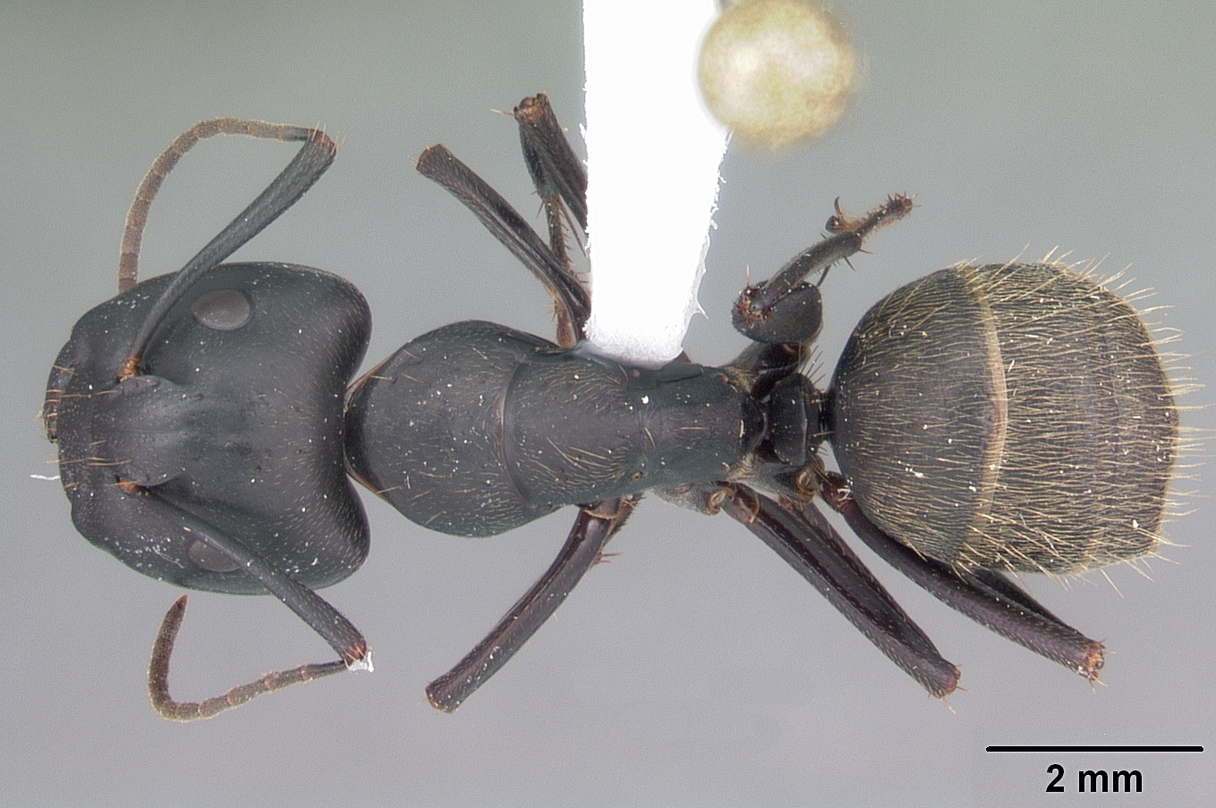
Солдат сверху
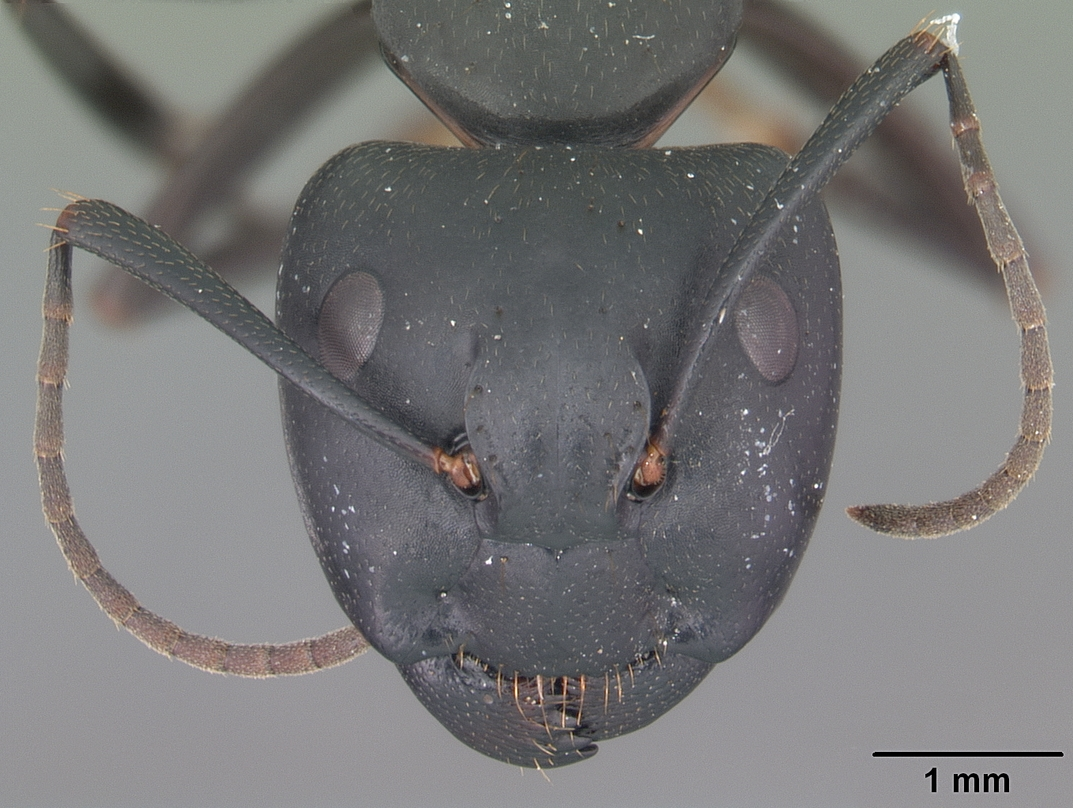
Голова солдата
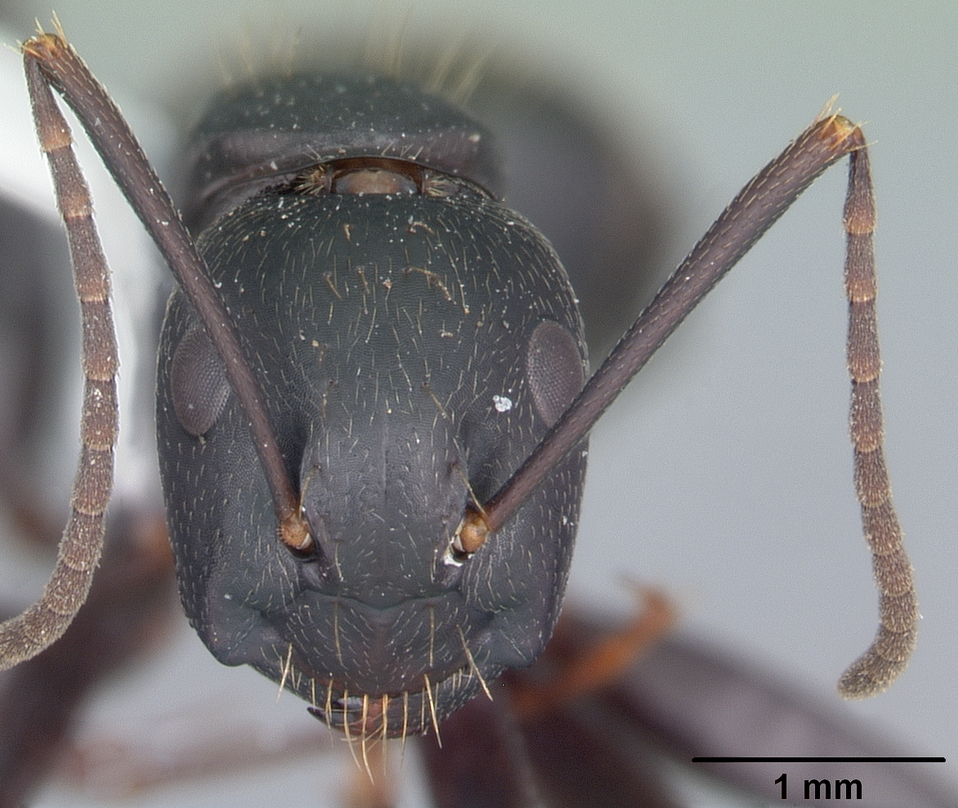
Голова рабочего